# Източна ширококлюна синявица
Източните ширококлюни синявици (Eurystomus orientalis), наричани също източни ширококлюни, са вид средноголеми птици от семейство Синявицови (Coraciidae).
Разпространени са в гористи местности в Австралия и югоизточната част на Азия от Индия до Япония. Достигат дължина от 30 сантиметра и обикновено строят гнездата си в хралупи на дървета. Хранят се главно с насекоми.